# Zasada maksimum (analiza zespolona)
Zasada maksimum – twierdzenie analizy zespolonej orzekające, że funkcja holomorficzna w danym obszarze, która osiąga kres górny (ewentualnie kres dolny) we wnętrzu tego obszaru musi być stała. Twierdzenie pozostaje prawdziwe, gdy założymy, że moduł, część rzeczywista lub część urojona funkcji holomorficznej osiąga kres górny (lub kres dolny)